# Tadjikistan aux Jeux paralympiques d'hiver de 2018
Le Tadjikistan participe aux Jeux paralympiques d'hiver de 2018 à Pyeongchang, en Corée du Sud, du 9 au 18 mars 2018. Il s'agit de la première participation du pays aux Jeux paralympiques d'hiver, le pays y faisant ses débuts lors de cette édition hivernale.

## Composition de l'équipe
Pour sa première participation aux Jeux paralympiques d'hiver, la délégation tadjike n'est composée que d'un athlète prenant part aux compétitions dans un sport.

### Ski de fond
- Siyovush Iliasov